# 324.º Regimiento Grenadier
El 324.º Regimiento Grenadier (324. Grenadier-Regiment), fue una unidad Grenadier del Ejército alemán (Heer) durante la Segunda Guerra Mundial.

## Historia
Formada el 15 de octubre de 1942 desde el 324.º Regimiento de Infantería. El 1 de abril de 1945, el regimiento fue disuelto. Los restos se utilizaron para reformar al 10.º Regimiento de Infantería de Marina. Fue subordinado por la 163.ª División de Infantería.